# Моріц Ляйтнер
Моріц Ляйтнер (нім. Moritz Leitner, нар. 8 грудня 1992, Мюнхен) — німецький футболіст, півзахисник «Аугсбурга».
Насамперед відомий виступами за клуби «Мюнхен 1860», «Боруссія» (Дортмунд) та «Штутгарт», а також молодіжну збірну Німеччини.

## Клубна кар'єра
Народився 8 грудня 1992 року в місті Мюнхені. Вихованець юнацьких команд футбольних клубів «Мюнхен 1860» та ФК «Унтерхерінг».
У дорослому футболі дебютував 2010 року виступами за команду клубу «Мюнхен 1860», вийшовши на заміну Александару Іґньовськи у кубковому матчі проти клубу «Ферль». У цій команді провів один сезон, взявши участь у 16 матчах чемпіонату.
Своєю грою за цю команду привернув увагу представників тренерського штабу дортмундської «Боруссії», до складу якого приєднався 2011 року, проте того ж року був переданий у оренду клубу «Аугсбург», кольори якого захищав один сезон, зігравши у дев'яти матчах.
До складу клубу «Боруссія» (Дортмунд) повернувся наступного року. 
Влітку 2013 року було досягнуто домовленість про перехід гравця на умовах півторарічної оренди до «Штутгарта».

## Виступи за збірні
2008 року дебютував у складі юнацької збірної Австрії, взяв участь у 9 іграх на юнацькому рівні, відзначившись 7 забитими голами.
У 2011 році залучався до складу молодіжної збірної Німеччини. На молодіжному рівні зіграв у 9 офіційних матчах, забив 3 голи.

## Статистика виступів

### Статистика клубних виступів
| Сезон                | Команда               | Чемпіонат            | Чемпіонат | Чемпіонат | Національний кубок | Національний кубок | Національний кубок | Континентальні кубки | Континентальні кубки | Континентальні кубки | Інші змагання | Інші змагання | Інші змагання | Усього | Усього |
| Сезон                | Команда               | Ліга                 | Ігор      | Голів     | Ліга               | Ігор               | Голів              | Ліга                 | Ігор                 | Голів                | Ліга          | Ігор          | Голів         | Ігор   | Голів  |
| -------------------- | --------------------- | -------------------- | --------- | --------- | ------------------ | ------------------ | ------------------ | -------------------- | -------------------- | -------------------- | ------------- | ------------- | ------------- | ------ | ------ |
| 2010-січ.2011        | «Мюнхен 1860»         | 2Б                   | 16        | 0         | КН                 | 2                  | 0                  | —                    | —                    | —                    | —             | —             | —             | 18     | 0      |
| 2011                 | «Аугсбург»            | 2Б                   | 9         | 0         |                    | —                  | —                  | —                    | —                    | —                    | —             | —             | —             | 9      | 0      |
| 2011-12              | «Боруссія» (Дортмунд) | БЛ                   | 17        | 0         | КН                 | 2                  | 0                  | ЛЧ                   | 3                    | 0                    | СК            | 1             | 0             | 23     | 0      |
| 2012-13              | «Боруссія» (Дортмунд) | БЛ                   | 9         | 0         | КН                 | 1                  | 0                  | ЛЧ                   | 2                    | 0                    | СК            | 1             | 0             | 13     | 0      |
| Усього за «Боруссію» | Усього за «Боруссію»  | Усього за «Боруссію» | 28        | 0         |                    | 3                  | 0                  |                      | 5                    | 0                    |               | 2             | 0             | 38     | 0      |
| Усього за кар'єру    | Усього за кар'єру     | Усього за кар'єру    | 51        | 0         |                    | 5                  | 0                  |                      | 5                    | 0                    |               | 2             | 0             | 63     | 0      |

## Титули і досягнення
- Чемпіон Німеччини (1):

«Боруссія» (Дортмунд): 2011-12
- Володар Кубка Німеччини (1):

«Боруссія» (Дортмунд): 2011-12
- Чемпіон Швейцарії (1):

«Цюрих»: 2021-22